# Ole Alexander Myrholt
Ole Alexander Myrholt, född 1978 i Trondheim, är en norsk sångare, låtskrivare, musiker och skivproducent.
Myrholt sjunger bland annat i banden Tremor, Enslavement of Beauty, Loot the Louvre!, Those Left Behind och Hellhaven. Myrholt har också bidragit som sångare, trummis och/eller låtskrivare i band som Archon, Diabolical Breed, Gaia Epicus och Violent X. Han är också delägare i och driver skivbolaget INRI Unlimited.
Myrholts albumdebut skedde med Traces O' Red av Enslavement of Beauty som gavs ut 1999. Med Tremor har Myrholt släppt fullängdsalbumet This is Primitive Hate 2006 och EP:n Lipsynced with Satan 2008. Senaste utgivningen med Enslavement of Beauty var The Perdition EP 2009. 
Debutalbumet med Those Left Behind, Horror Classics - and other tributes to the darkside, släpptes 15 mars 2011. I augusti 2012 utgavs första, självbetitlade albumet av progressiv extrem metal-bandet Hellhaven, med Myrholt som vokalist.

## Biografi
Ole Alexander Myrholt, född i Trondheim och uppväxt i Mosjøen, är sångare, låtskrivare, musiker och skivproducent. Han började sin musikaliska verksamhet i tidiga tonåren och musiken sträcker sig genremässigt mellan allt ifrån electronica och psykedelisk rock till death och black metal.

### Enslavement of Beauty

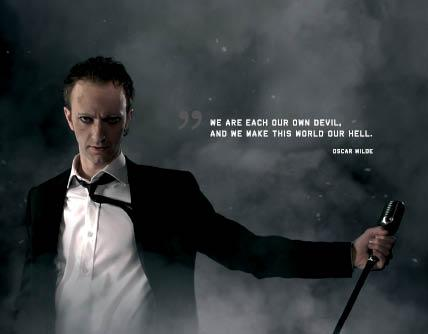
Myrholt från The Perdition EP med Enslavement of Beauty, 2009.

Myrholt och Tony Eugene Tunheim träffades under gymnasietiden och bildade extreme metal-bandet Enslavement of Beauty 1995. Efter att ha gett ut demon Devilry and Temptation skrev bandet kontrakt med Voice of Wonder Records och debutalbumet Traces O' Red gavs ut 1999. Två år senare släpptes nästa fullängdsalbum, Megalomania. Utöver de två fasta medlemmarna medverkade på detta album även Asgeir Mickelson på trummor och Hans-Aage Holmen på bas.
Efter några år av relativ inaktivitet släppte Enslavement of Beauty ett nytt album, Mere Contemplations, i augusti 2007, denna gången utgivet av INRI Unlimited. I januari 2009 gavs nästa skiva ut, The Perdition EP. Till låten "Lush" gjordes även en musikvideo, regisserad av Sten Brian Tunheim. På dessa två utgivningar medverkar även Lisa T. Johnsen på sång.
Myrholt skriver alla texter och sångmelodier i Enslavement of Beauty, med undantag av några låtar där texterna är lånade från dikter av poeter som William Shakespeare, Edgar Allan Poe och Emily Dickinson.

### Diabolical Breed
Black metal-bandet Diabolical Breed bildades 1999. Bandet släppte två demos, Dark Alliance 2000 och Compendium Infernus 2002. Inför inspelningen av första fullängdsalbumet blev Myrholt bandets trummis, och albumet spelades in i Studio Nord, Mosjøen i augusti 2003. Medlemmar i bandet var då Myrholt under pseudonymen "Marquis De Enfer" på trummor, sångaren Helge "Commander Kael", basisten Terje "Nochmar" och keyboardisten Robert "Count Darcon". World Chaos Productions gav ut debutalbumet Compendium Infernus 2004.

### Archon
Lars Archon bildade bandet Archon 1996 och Myrholt blev bandets sångare inför fullängdspromon Birthmachine som gavs ut 2005. Archon är inspirerat av band som At the Gates, Carcass och Queensrÿche och beskriver sig självt som en blandning av melodisk thrash och death metal. Utöver Myrholt på sång och Lars Archon på gitarr medverkar på Birthmachine även Are Sorknes på bas och trummor samt gitarristen Per Valla.

### Armageddon Bound
I december 2005 bildades Armageddon Bound av Myrholt, sång, gitarr och trumprogrammering ("Remmort Etremmargorp"), tillsammans med basisten Pål Mortensen och gitarristen Remi Brox. Musiken är djupt inspirerad av brittiska death metal-bandet Bolt Thrower. En del material har spelats in men ännu är ingen utgivning fastslagen.

### Tremor
Tremor är ett black metal-band där Myrholt är huvudsaklig kompositör och musiker. Under pseudonymen "S O Tremor" spelar han själv gitarr, trummor och keyboard samt sjunger. Basist är "Hans AG3", dvs Hans Holmen. Tremor bildades 2005 och har gett ut två skivor, albumet This is Primitive Hate 2006 och EP:n Lipsynced with Satan 2008. På debutalbumet skrevs all musik och text av Myrholt. Lipsynced with Satan innehåller utöver tre nya låtar även Bathory-covern "Satan My Master" och låten "Von" ursprungligen gjord av den amerikanska gruppen Von. Albumet  The Poe Sessions - and random pieces of black metal släpptes 2011. 
Tremor medverkar också med ett spår på samlingsalbumet Midtveis i Norge som samlat musik från Mosjøen inom vitt skilda genrer. Tremors bidrag till samlingen är Amor Fati; Let that be My Love Henceforth! från kommande albumet Le Matinée de Enfer.

### Gaia Epicus
Gaia Epicus är ett heavy/power metal-band som grundades 1992 av sångaren och ende ständige och kvarvarande originalmedlemmen Thomas Christian Hansen. Bandet har under åren haft många olika medlemmar och konstellationer, och har givit ut fyra fullängdsalbum. Myrholt blev bandets trummis inför 2007 års album Victory. Följande höst turnerade bandet i Norge och England och spelade även i Minneapolis, USA tillsammans med bland andra tyska thrash metal-gruppen Tankard. Nästa fullängdsalbum, Damnation släpptes året därpå och bandet turnerade under hösten 2008 i Norge, Sverige och Storbritannien.

### Triple Six Norway
Crust punk-bandet Triple Six Norway skapades 12 november 2008 av "C.Y.A. Nid" (Ole Alexander Myrholt) "...as a result of a creative outburst due to absence from guitars for 14 days while he was touring the UK as a drummer..." Utöver Myrholt består bandet idag även av basisten Olsen Banden. Triple Six Norway har 2009 gett ut en fullängdsdemo, kallad Hellfire In. Förutom ett antal egna låtar innehåller den även coverversioner av The Loco-motion (Little Eva), Hear Nothing, See Nothing, Say Nothing (Discharge) och Teenage Kicks (The Undertones).

### Those Left Behind
I februari 2010 startade Myrholt bandet Those Left Behind med deklarationen att "Those Left Behind was formed for the sole purpose of paying tribute to the bands from the past that never got the attention they deserved." Bandets debutalbum, "Horror Classics - and other tributes to the darkside", ges ut av det amerikanska skivbolaget Horror Pain Gore Death Productions 15 mars 2011.

### Hellhaven
Tillsammans med Lasse Jensen bildade bandet Hellhaven  som i september 2012 gav ut sitt självbetitlade debutalbum på Melodic Revolution Records. Bandet spelar melodisk progressiv metal med extrema element.

### Övriga band och projekt
Utöver de band han är verksam i och har gett ut skivor med, har Myrholt även medverkat och i vissa fall fortfarande medverkar i flera andra band och projekt med en musikalisk spridning av allt från electronica och psykedelisk rock till black, trash och death metal.
Bortgang
Bortgang var ett projekt i black metal-stil med Myrholt som trummis och låtskrivare mellan 2002 och 2004. Övriga musiker var viloinisten Aina, gitarristen Karl T, basisten Terje från Diabolical Breed och sångaren Bent Arne Mathisen från Elite. 
Loot the Louvre!
Tillsammans med sångerskan Lisa T. Johnsen skapar Myrholt electronica-musik under namnet Loot the Louvre!. Bandet har bland annat gjort covers på Rihannas "Umbrella" och Kiss-låten "Shock Me".
The Whipcords
I The Whipcords skapar sedan 2002 psykedelisk rock av Myrholt, och tidigare i samarbete med trummisen Kim och basisten Terje från Diabolical Breed. 
Violent X
Violent X är ett thrash/black metal-band bildat i Mosjøen. Myrholt medverkade som trummis i bandet från 2006 och en demo kallad "Chemical Insomnia" spelades in. När övriga medlemmar flyttade till Oslo lämnade Myrholt samarbetet.
Amaroc
Myrholt medverkade som sångare och låtskrivare under åren 2007 till 2008 i black metal-bandet Amaroc tillsammans med grundaren, gitarristen Per Valla och trummisen Jarle "Uruz" Byberg (även i Shining). En del demomaterial spelades in innan Myrholt lämnade bandet.

## INRI Unlimited
INRI Unlimited är ett skivbolag ägt av Myrholt och Espen Olsen Banden Reines. Bolaget har gett ut två album av Tremor och de två senaste skivorna av Enslavement of Beauty.

## Diskografi

### Med Enslavement of Beauty

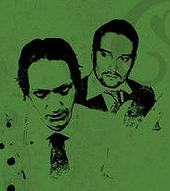
Myrholt och Tunheim, från inlagan till Mere Contemplations, 2007

- Devilry and Temptation (demo) - 1998
- Traces O' Red - 1999
- Megalomania - 2001
- Mere Contemplations - 2007
- The Perdition EP - 2009

### Med Diabolical Breed
- Compendium Infernus - 2004

### Med Archon
- Birthmachine - 2005

### Med Tremor
- This is Primitive Hate - 2006
- Lipsynced with Satan (EP) - 2008
- Amor Fati; Let that be My Love Henceforth!, på samlingsalbumet Midtveis i Norge - 2008
- The Poe Sessions - and random pieces of black metal - 2011

### Med Gaia Epicus
- Victory - 2007
- Damnation - 2008

### Med Tripple Six Norway
- Hellfire In (demo) - 2009

### Med Those Left Behind
- Horror Classics - and other tributes to the darkside - 2011

### Med Hellhaven
- Hellhaven - 2012